# 落星垈
落星垈（ナッソンデ）は、大韓民国ソウル特別市冠岳区奉天洞の地名。高麗の重臣であった姜邯賛将軍の生地である。
落星垈とは「星が降るところ」という意味である。姜邯賛の母は、懐妊の際に輝く星が母胎に入りこむ夢を見たという。
1974年に「姜邯賛生家址」はソウル特別市記念物第3号に指定された。また13世紀に造られたと推定される舎利塔様式の三層の石塔（高さ4.48m）があり、1972年にソウル特別市有形文化財第4号に指定されている。1973年から1974年にかけ、一帯には塀が築かれ、将軍の肖像画を飾った安国祠や、史跡であることを示す遺墟碑が建てられるなど公園として整備された。
なお姜邯賛の墓は忠清北道清原郡玉山面にある。